# 庄晓岩
庄晓岩（1964年4月14日—），辽宁沈阳人，中国前柔道运动员，她曾获得1992年巴塞罗那奥运会72公斤以上级冠军，是中国奥运会历史上第一个柔道冠军。除此之外，她也曾获得1990年北京亚运会柔道女子无差别级冠军和1991年世界跆拳道锦标赛女子无差别级冠军。